# Klášter dominikánů (Turnov)
Dominikánský klášter existoval v Turnově v letech 1250–1424.

## Historie
Dominikánský klášter v Turnově založil kolem roku 1250 Havel z Lemberka, manžel sv. Zdislavy. Kostel Panny Marie byl trojlodní gotickou stavbou a měl celkem 11 oltářů a vznikl později, když hlavními příznivci dominikánů se stali páni z Vartenberka, kteří zde měli i rodinnou hrobku. Roku 1325 získal pro zdejší dominikány Beneš z Vartenberka v Římě plnomocné odpustky. I další členové rodu pamatovali na klášter četnými odkazy a dary. Na přání Markvarta z Vartenberku udělil olomoucký biskup Jan klášternímu kostelu čtyřicetidenní odpustky pro ty, kteří navštíví klášter o mariánských svátcích a udělí almužny. Poslední písemná zpráva o klášteře je z roku 1410, kdy Jan Žáček z Hrdoňovic založil při klášteru nadaci.
Klášter byl roku 1424 husity vypálen a srovnán se zemí. Zachovaly se snad jen základy zdí v horní části bývalého Mariánského náměstí. Přítomní dominikáni byli tehdy upáleni. Kostel Panny Marie vyhořel a byl pak v polovině 16. století obnoven. Krátce sloužil i jako bratrský sbor. Roku 1643 opět vyhořel. Roku 1736 zřídil převor Tomáš Pleiner z dominikánského kláštera sv. Jiljí na prosby místního děkana při tomto kostele růžencové bratrstvo. Protože byl chrám špatně udržován a hrozilo dokonce jeho sesutí, byla celá stavba snesena. Roku 1825–1853 vznikl na jeho místě nový pseudogotický chrám.